# Chapman Mortimer
Chapman Mortimer, pseudonimo di William Charles ("W. C.") Chapman Mortimer, (15 maggio 1907 – 1988), è stato uno scrittore scozzese.
Ha scritto diversi romanzi di mediocre qualità durante gli anni cinquanta che sono largamente dimenticati. Ha vinto il James Tait Black Memorial Prize per la narrativa nel 1951 per il suo romanzo Father Goose.

## Opere
- A Stranger on the Stair (1950)
- Father Goose (1951)
- Here in Spain (1955)
- Magrigal (1960)
- Amparo (1971)

| Controllo di autorità | VIAF (EN) 14071136 · ISNI (EN) 0000 0001 1597 9897 · LCCN (EN) n97862723 · BNE (ES) XX4919808 (data) · BNF (FR) cb14123177w (data) · J9U (EN, HE) 987007352685005171 |